# Fontanesia
Fontanesia  é um gênero botânico da família Oleaceae.
Encontrado principalmente na Ásia e China.

## Sinonímia
Desfontainesia, Fontainesia

### Espécies
| - Fontanesia angustifolia - Fontanesia argyi - Fontanesia californica - Fontanesia chinensis | - Fontanesia fortunei - Fontanesia grandiflora - Fontanesia longicarpa - Fontanesia phillyraeoides |

## Nome e referências
Fontanesia™ Labillardière, 1791